# Червонослобідська волость
Червонослобідська волость — адміністративно-територіальна одиниця Роменського повіту Полтавської губернії з центром у селі Червона Слобода.
Станом на 1885 рік складалася з 2 поселень, 2 сільських громад. Населення — 2602 осіб (1317 чоловічої статі та 1285 — жіночої), 382 дворових господарств.
|                     | Площа, десятин | У тому числі орної, дес. |
| ------------------- | -------------- | ------------------------ |
| Сільських громад    | 2583           | 2448                     |
| Приватної власності | 903            | 803                      |
| Іншої власності     | 39             | 37                       |
| Загалом             | 3525           | 3288                     |

Поселення волості:
- Червона Слобода — колишнє власницьке село за 40 верст від повітового міста, 1339 осіб, 194 двори, православна церква, постоялий будинок, 24 вітряних млини, 2 маслобійних заводи, лавка, 2 ярмарки на рік: вербний і 27 липня.
- Сакунова Слобода — колишнє власницьке село при озері Сакунове, 1254 осіб, 188 дворів, православна церква, постоялий будинок, 24 вітряних млини, 2 маслобійних заводи, 3 ярмарки на рік: 23 квітня, 20 червня та 1 листопада.

Старшинами волості були:
- 1900 року — запасний унтер-офіцер Терентій Андрійович Гречаний[2];
- 1904—1906 роках — селянин Юхим Миколайович Осінній[3][4][5];
- 1915—1916 роках — Олексій Іванович Свириденко[6][7].